# 増子華子
増子 華子（ますこ はなこ、1995年8月19日 - ）は、東北放送のアナウンサー。

## 来歴
宮城県仙台市出身。東京女子大学卒業。
2018年に東北放送に入社し、同局のアナウンサーになる。2019年4月からは『Nスタみやぎ』のキャスターを務めている。

## 担当番組

### テレビ番組
- ウォッチン!みやぎ（2018年10月 - 2019年3月）[1][2]
- Nスタみやぎ - キャスター（2019年4月 - ）[3]

### ラジオ番組
- 日立システムズ エンジョイ！クラシック（2018年10月 - ）[1]
- 火曜日のアナウンス部（2020年 - ）[4]
- ロジャー大葉のラジオな気分 - ラジオカー担当（2020年 - ）[4]
- ラジオな気分 フライデー2 - ラジオカー担当[5]
- Buzz Night Plus - コーナー担当[6]
- Goodモーニング - 『歌のない歌謡曲』担当[7]
- En∞Voyage[8]
- tbc Today[9]